# سیدنی اشنایدر
سیدنی اشنایدر (انگلیسی: Sydney Schneider؛ زادهٔ ۳۱ اوت ۱۹۹۹) بازیکن فوتبال اهل جامائیکا است.

وی همچنین در تیم‌های ملی فوتبال Jamaica women's national under-17 soccer team, Jamaica women's national under-20 soccer team، و زنان جامائیکا بازی کرده‌است.